# ان‌جی‌سی ۲۸۵۹
ان‌جی‌سی ۲۸۵۹ (انگلیسی: NGC 2859) نام یک کهکشان در صورت فلکی شیر کوچک است.